# پلوچیتسا
پلوچیتسا (به صربی: Pločica) یک منطقهٔ مسکونی در صربستان است که در Kovin municipality واقع شده‌است. پلوچیتسا ۲٬۰۴۴ نفر جمعیت دارد و ۵۷ متر بالاتر از سطح دریا واقع شده‌است.